# Dmitri Baltermanz
Dmitri Baltermanz russisch Дмитрий Николаевич Бальтерманц (geboren als Dmitri Nikolajewitsch Stolowitzky 12. Mai 1912 in Warschau, Russisches Kaiserreich; gestorben 11. Juni 1990 in Moskau) war ein sowjetischer Fotojournalist.

## Leben
Dmitri Nikolajewitsch Stolowitzkys Eltern wurden bald nach seiner Geburt geschieden, sein Vater war russischer Offizier und fiel im Ersten Weltkrieg. Seine Mutter heiratete erneut, und er erhielt den neuen Familiennamen Baltermanz. Seit 1915 lebte er in Moskau. Baltermanz studierte Mathematik und wurde 1939 Dozent für Mathematik an der Militärakademie. Noch im selben Jahr wurde er Fotoreporter für die Zeitung Iswestija. Während des Zweiten Weltkriegs wurde er von 1941 bis 1945 als Kriegskorrespondent der Roten Armee eingesetzt. Er wurde Ende 1942 wegen Unbotmäßigkeit zum Dienst in einem Strafbataillon verurteilt, wurde verwundet und durfte danach wieder für eine Armeezeitung arbeiten.
Nach Kriegsende arbeitete Baltermanz als Fotojournalist für die Illustrierte Ogonjok. In den 1960er Jahren wurde er dort leitender Redakteur. Baltermanz wurde bei gesellschaftlichen und politischen Großereignissen in der Sowjetunion, so bei Staatsbesuchen, akkreditiert. Zuletzt berichtete er 1985 vom Treffen Michail Gorbatschows mit Ronald Reagan auf der Genfer Gipfelkonferenz. Er hatte auch Ausstellungen im Ausland und wurde in den Vorstand der World-Press-Photo-Organisation berufen.
Für die erste Weltausstellung der Photographie im Jahr 1964 unter dem Titel Was ist der Mensch wurde von den Ausstellungsmachern sein Foto Leid (Gorje) ausgewählt. Die Schwarz-Weiß-Fotografie zeigt in einer öden, schlammigen Landschaft unter schwerem, wolkenverhangenem Himmel verstreut liegende Tote, aus einem Panzergraben geborgene Opfer eines Massakers, das die deutschen Besatzer noch vor ihrem Rückzug aus der Stadt Kertsch verübt hatten. Frauen suchen unter den Toten nach Angehörigen. Der Himmel wurde durch Fotomontage von Baltermanz verändert. Das Foto erhielt bei der Ausstellung, die in mehreren europäischen Städten gezeigt wurde, den Publikumspreis. Im Jahr 1975 zeigte Baltermanz auch andere Fotos aus der Serie bei einer Ausstellung in Moskau und schuf einen Bildband unter dem Titel So ist es gewesen. 2016 wurde sein Weltkriegs-Foto Leid vom Magazin Time als eines der 100 Most Influential Images of All Time ausgewählt.

## Fotobände (Auswahl)
- Dmitri Baltermanz : mit 94 Bildern und einer Einführung von Wassili Peskow. Leipzig : Fotokinoverlag, 1981.
- Vstreča s Čukotkoj = Glimpses of Chukotka = Begegnung mit Tschukotka. Text Jurij Rytchéu. Text in russischer, englischer und deutscher Sprache. Moskau : Planeta, 1971.
- Dom-muzej V. I. Lenina v. Gorkach. Mit deutschen Bilderklärungen. Moskau : Prawda, 1967.
- Nikolai aus Moskau. Übersetzung aus dem Englischen Helga Rönnau. Hamburg : Oetinger, 1966.
- Eléna Missalandi: Dmitri Baltermants. Texte Olga Sviblova. Maison Européenne de la Photographie Moskau. Ausstellung Paris 2005. ISBN 5-93977-017-7.
- Faces of a nation : the rise and fall of the Soviet Union, 1917–1991. Text Theodore H. Von Laue, Angela Von Laue. Einleitung Tatiana Baltermants. Golden : Fulcrum, 1996  ISBN 978-1-55591-262-8.